# Saint-Amand-Longpré
Saint-Amand-Longpré ist eine französische Gemeinde mit 1.214 Einwohnern (Stand: 1. Januar 2022) im Département Loir-et-Cher in der Region Centre-Val de Loire. Sie gehört zum Arrondissement Vendôme und zum Kanton Montoire-sur-le-Loir. Die Einwohner werden Saint-Amandinois genannt.

## Geografie
Die Gemeinde Saint-Amand-Longpré liegt an der oberen Brenne, zwölf Kilometer südsüdwestlich von Vendôme und etwa 41 Kilometer nordöstlich von Tours und etwa 26 Kilometer westnordwestlich von Blois. Umgeben wird Saint-Amand-Longpré von den Nachbargemeinden Huisseau-en-Beauce im Norden, Nourray im Nordosten, Lancé im Osten, Gombergean im Südosten, Saint-Gourgon im Süden, Villechauve und Authon im Südwesten, Prunay-Cassereau im Westen sowie Ambloy im Nordwesten. Durch die Gemeinde führt die Route nationale 10 und die Bahn-Hochgeschwindigkeitsstrecke LGV Atlantique.

## Geschichte
Ab 1892 hieß die Gemeinde zunächst Saint-Amand-de-Vendôme. 1965 wurde die Ortschaft Longpré eingemeindet und der Name Saint-Amand-Longpré gebildet.

### Einwohnerentwicklung
| Jahr                       | 1962 | 1968 | 1975 | 1982 | 1990 | 1999 | 2006 | 2012 | 2022 |
| -------------------------- | ---- | ---- | ---- | ---- | ---- | ---- | ---- | ---- | ---- |
| Einwohner                  | 808  | 940  | 939  | 1009 | 949  | 1035 | 1145 | 1226 | 1214 |
| Quellen: Cassini und INSEE |      |      |      |      |      |      |      |      |      |

## Sehenswürdigkeiten

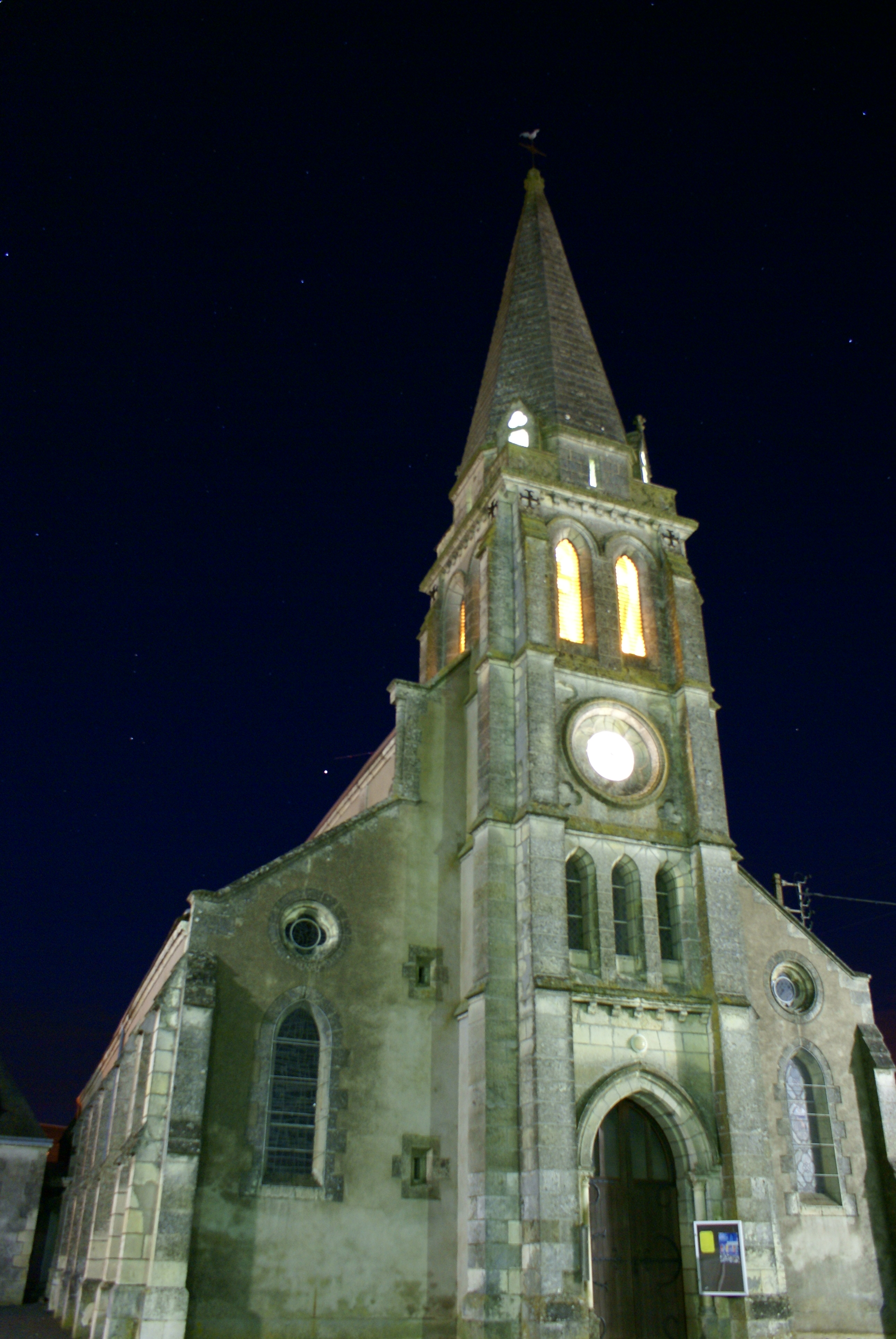
Kirche Saint-Pierre in Longpré, ursprünglich wohl im 11. Jahrhundert errichtet, Umbauten im 13., 15. und 19. Jahrhundert, Monument historique seit 2007
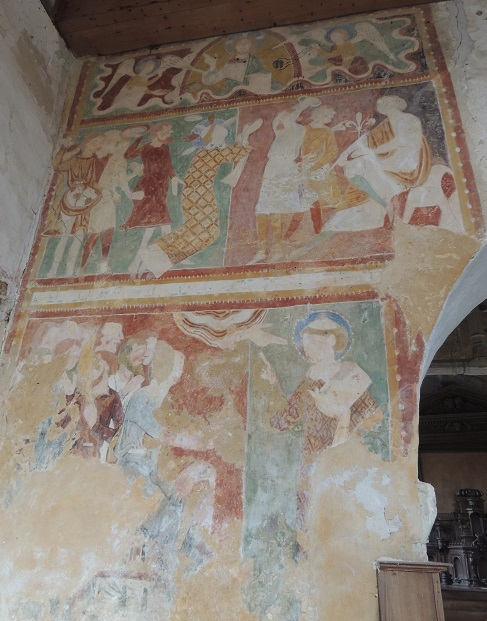
Kirche Saint-Amand
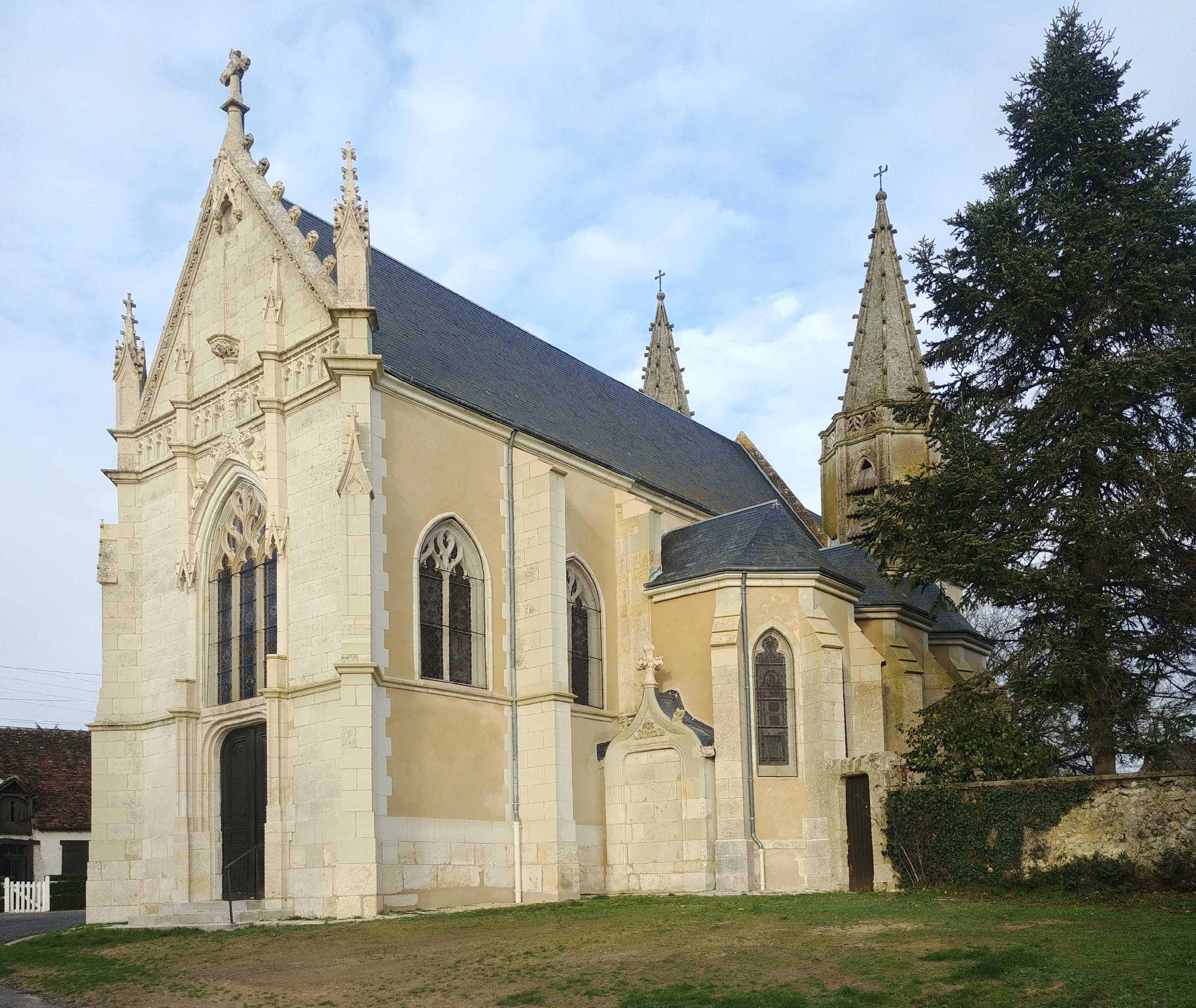
Kapelle Notre-Dame im Ortsteil Villethiou
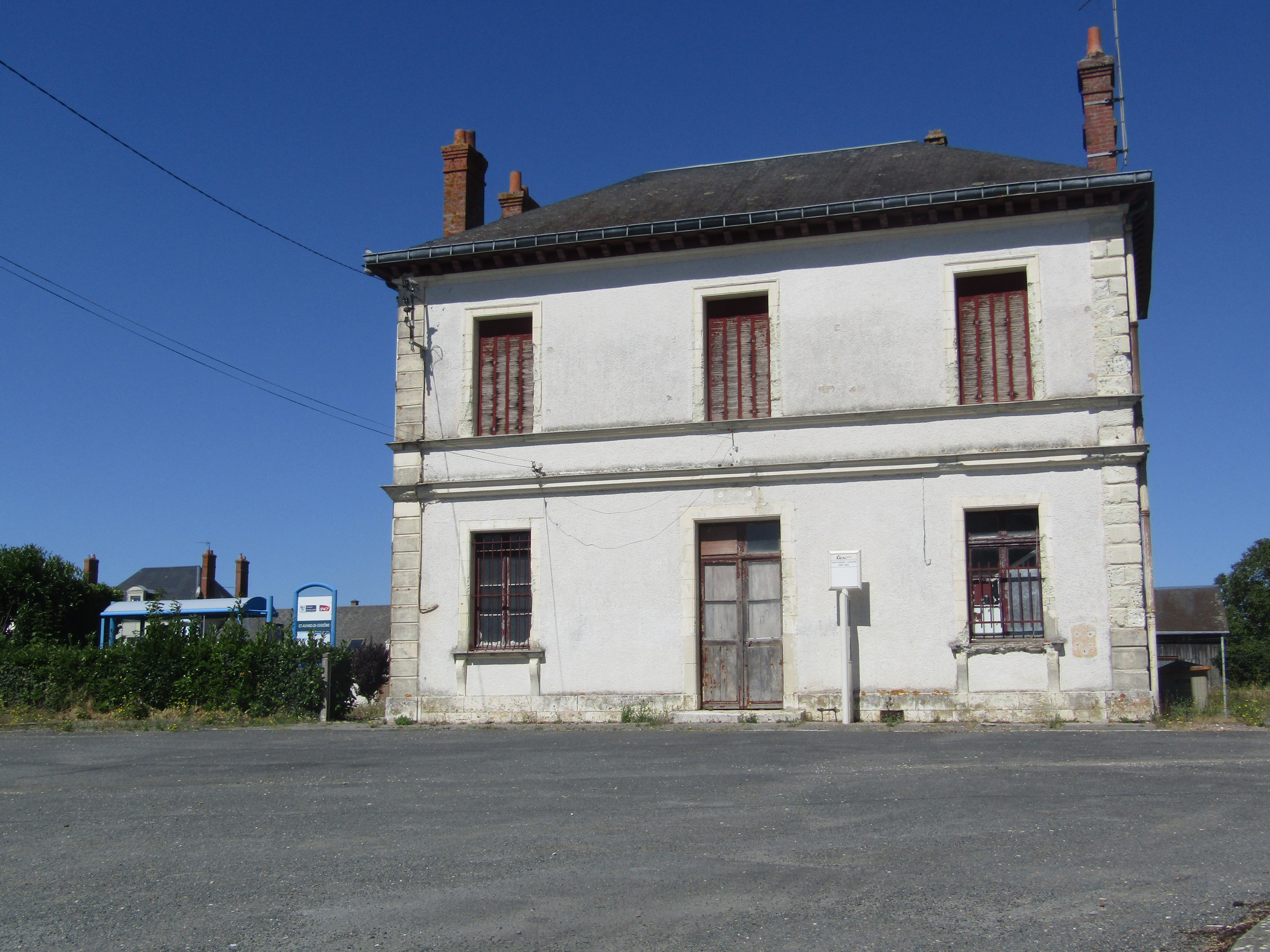
Schloss La Noue
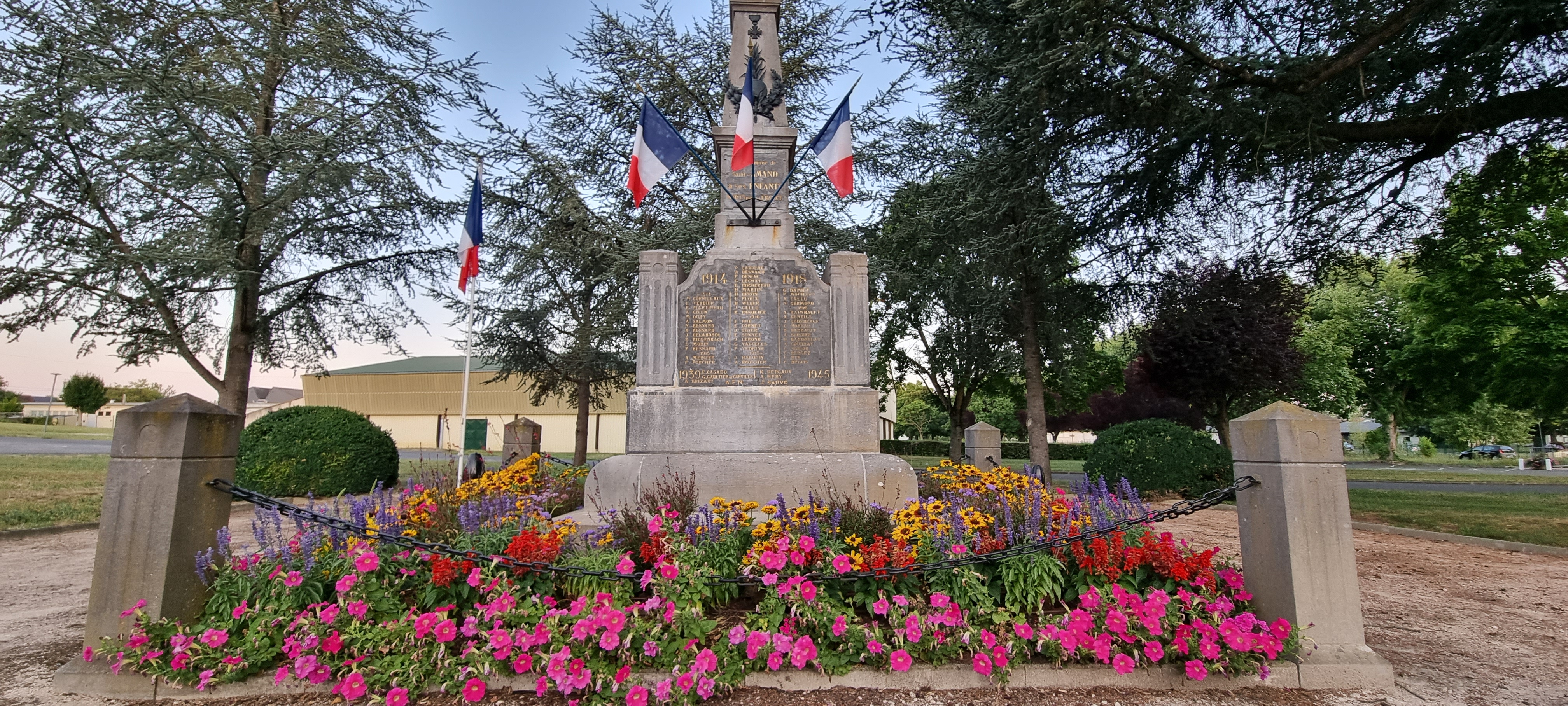
Wasserturm

- Kirche Saint-Amand
- Wandmalereien in der Kirche Saint-Pierre
- Kapelle Notre-Dame
- Bahnhof
- Gefallenendenkmal